# Ercheia
Ercheia é um gênero de traça pertencente à família Arctiidae.